# Čerčany
Čerčany (deutsch Tschertschan) ist eine Gemeinde im Okres Benešov in Tschechien am Fluss Sázava. Die Stadt Benešov liegt etwa acht Kilometer südlich.

## Geschichte
Die erste schriftliche Erwähnung der Gemeinde stammt aus dem Jahr 1356. Der ursprüngliche Name war Černčany.
Die Gemeinde liegt günstig am Eisenbahnknoten von drei Strecken (Bahnstrecke Praha – Benešov u Prahy – České Budějovice, Bahnstrecke Praha – Čerčany/Dobříš u. a.), was in der Vergangenheit von Bedeutung für das Wachstum der Gemeinde war. Ab Mitte des 19. Jahrhunderts gehörte die Gemeinde zum Gerichtsbezirk Beneschau.

## Gemeindegliederung
Die Gemeinde Čerčany besteht aus den Ortsteilen Čerčany (Tschertschan) und Vysoká Lhota (Hohenlhota) sowie der Ansiedlung Nové Městečko (Neustadtel).

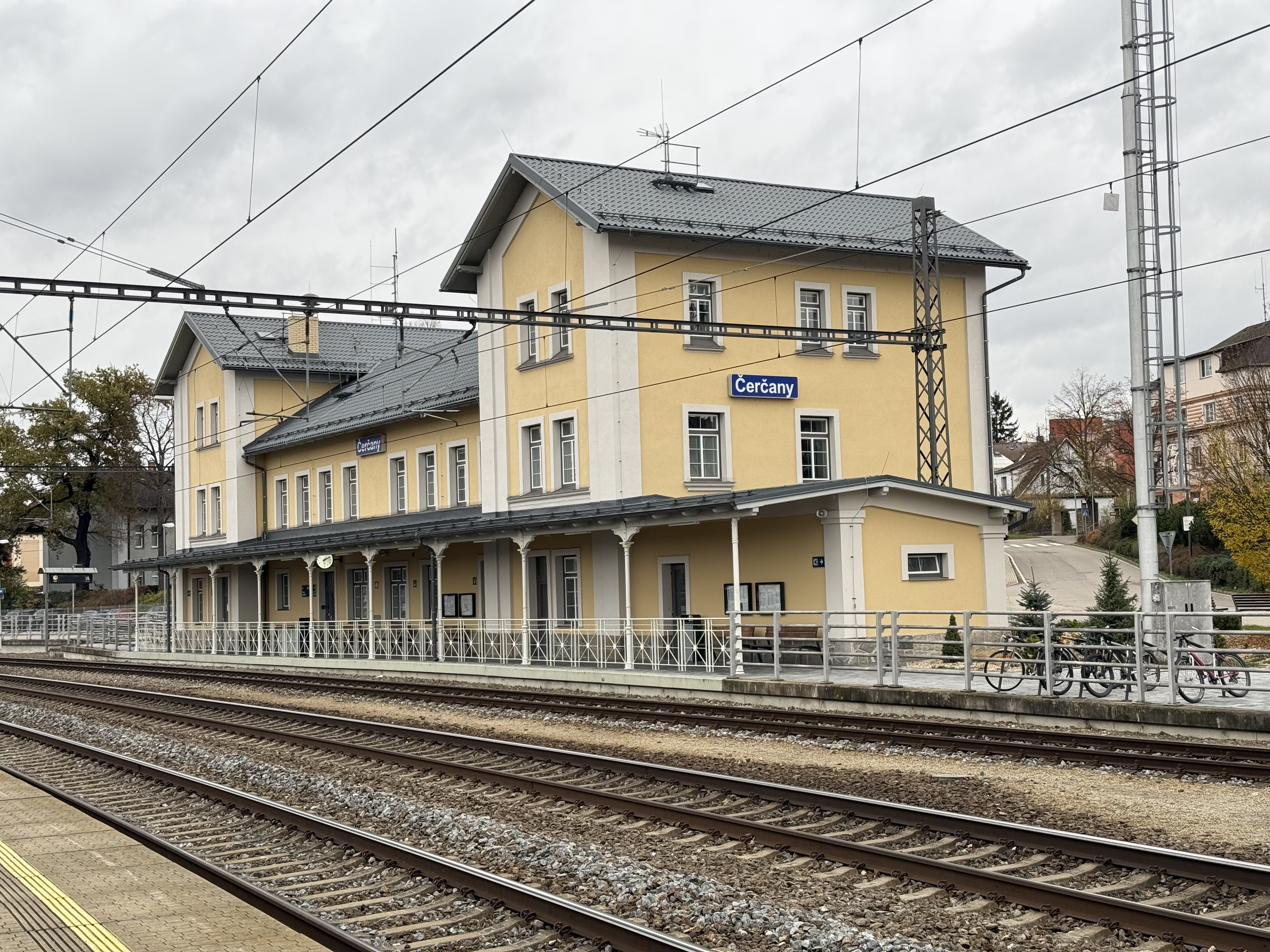
Bahnhof